# Lakeba
Lakeba (API : /laˈkemba/) est une île des Fidji située dans le Sud de l'archipel de Lau. Il s'agit de la dixième plus grande île des Fidji avec une superficie de 60 km2. Elle est fertile. Elle comporte une route d'une longueur de 29 km qui en fait le tour. Elle a une population de 2 100 habitants répartie dans huit villages dont le plus important est celui de Tubou situé dans le Sud de l'île. Un aérodrome dessert l'île.